# Massimo Urbano
Massimo Urbano (Poggio Imperiale, 26 maggio 1972 – Urago d'Oglio, 7 marzo 2000) è stato un carabiniere italiano, vittima di un incidente stradale nell'adempimento del dovere.

## Biografia
Il carabiniere scelto Massimo Urbano prestava servizio presso il Nucleo operativo radiomobile di Chiari.
Nelle prime ore del mattino del 7 marzo 2000,  alla guida dell'auto di servizio si pose all'inseguimento di due auto sospette per non aver ottemperato ad un alt intimato loro ad un posto di controllo. Una delle auto inseguite si scontrò con un autoarticolato che mettendosi di traverso sulla strada travolse la pattuglia dei carabinieri.

## Riconoscimenti
Nella ricorrenza del 15º anniversario della morte del carabiniere Massimo Urbano l'amministrazione comunale di Poggio Imperiale gli dedica una via, l'intersezione tra via Chiaromonte e via Giovanni Falcone.